# Karel Přibyl (malíř)
Karel Přibyl (27. ledna 1942 – 17. října 2016 Počátky) byl český malíř a ilustrátor. Roku 1967 dokončil studium na Vysoké škole uměleckoprůmyslové v Praze u profesora Karla Svolinského. Je autorem knižních ilustrací, zejména dětských knih. Žil v Praze, ve Slatiňanech a na sklonku života ve Strmilově. Zemřel po úrazu v LDN Počátky. V místní knihovně Strmilov mu byla mu uspořádána výstava in memoriam k jeho nedožitým 75 narozeninám.

## Z knižních ilustrací
- Anatolij Filipovič Bezuglov: Kde je Markýz? (1978),
- František Cecko-Kubernát: Rysí kůže (1987),
- James Fenimore Cooper: Lovec jelenů (1991),
- Eduard Klein: Cesta mrtvých (1980),
- Václav Klička: Drion opouští Zemi (1983),
- Farley Mowat: Bílá kanoe (1978),
- Eric Newby: Plavčíkem na Moshulu (1974),
- Pierre Pelot: Stezka do Dakoty (1980),
- Václav Šolc: Smrt supům (1989),
- Václav Šolc: Traviči na Titicaca (1980),
- Jaromír Štětina: Studna pro Mandon (1984),
- Bruno Traven: Kmen (1976).